# 東京大学の進学選択
東京大学の進学選択（とうきょうだいがくのしんがくせんたく）は、東京大学教養学部前期課程で行われる所属学科の選択制度。長らく「進学振分け」として知られていたが、2015年に「進学選択」に改名された。通称は進振り（しんふり）。

## 概要
東京大学では、後期課程の各学部・学科への進学は2年生の前半終了時に内定する。学科により進学可能な定員があるため、希望者の多い学科に進む場合はそれまでの1年半の履修成績により選考が行われる。この選考のことを進学選択と呼ぶ。

## 内定過程
後期課程の学科ごとの定員は、科類(又は文理)ごとに定められているのが主であり、それを科類ごとに整理すると以下のようになる。
- 文科一類: 法学部
- 文科二類: 経済学部
- 文科三類: 文学部・教育学部
- 理科一類: 工学部・理学部（一部は農学部・薬学部ほか）
- 理科二類: 農学部・工学部・理学部（一部は理学部・工学部・医学部医学科[注釈 1]・医学部健康総合保健科学科）
- 理科三類: 医学部（医学科）

2008年度進学者より全科類進学枠が設けられ、どの科類からでもすべての学部（学科ではない）に進学できるようになった。文科から理科（理転）、理科から文科（文転）も僅かながら見られる。
2007年度進学者までは、文科一類から法学部、文科二類から経済学部、理科三類から医学部医学科へは、希望すれば全員進学できたが、2008年度進学者からは他科類と同様に成績による選考がなされる。
進学振分けで内定した学生は、2年生の後半（Aセメスター）には主に、内定した学部の後期課程の講義を履修する（前期課程の講義も履修できる）。ただし、法学部・文学部と教職課程は2年生の前半（Sセメスター）から開始される。
また、内定できなかった学生は2S（2年生のSセメスターのこと。以下同じ）から1Aに戻る。留年の一種であるが、同じ学年に留まる留年とは異なるため「降年」と呼ばれる。内定していても、前期課程の修了要件を満さないか、内定を辞退すると留年する（2Aから2Sに戻る）。なお、前期課程では、学修計画上留年する旨を自ら申し出るか、休学していなけれれば、1年次で留年する（1Aから1Sに戻る）ことはない。
2015年度入学者からは、進学振分けに代わる制度として進学選択が行われている。それに伴って1セメスター内で取得できる単位に上限がつくキャップ制が導入された。

## 評価・批判
進学選択は、学生が前期課程教育で教養を習得した後で進路選択をできるようにするためのシステムであり、多彩な進路選択が可能になるというメリットがあるが、その一方で成績競争が起きていることや希望の学科で学べない学生が発生していることなどが問題とされる。
専門学部から「前期課程を廃止し、専門教育を早い時期から行うべきだ」と主張する教員も一部いるが、教養学部は断固反対している。

## 他大学の類似制度
- 北海道大学の総合入試を経た入学者は、一年修了時に個別の学部学科に進学し、これを移行制度と称している[3]。
- 東京科学大学理工学系では、入学時には学院（かつては類）に所属し、二年次から個別の系を選択し、所属する[4]。
- その他、京都大学理学部、名古屋大学理学部、早稲田大学基幹理工学部、慶應義塾大学理工学部などでは入学後に進学する学科・専攻を選択する。